# Gabriela Pichler
Gabriela Katarina Pichler (Huddinge, 11 de marzo de 1980) es una cineasta sueca.

## Biografía
Pichler y su familia se mudaron de Estocolmo a la localidad de Örkelljunga cuando ella tenía ocho años. Su madre, Ruzica Pichler, es proveniente de Bosnia y su padre de Austria. Su madre interpretó un papel en la película de 2012 Eat Sleep Die, dirigida por Gabriela. Pichler se formó profesionalmente en la escuela de cine Öland y en la escuela de bellas artes de Valand en Gotemburgo.
En 2010 recibió un Premio Guldbagge en la categoría de mejor cortometraje por Scratches, el cual fue su tesis de grado en la escuela de Valand. El mismo año recibió la Beca Bo Widerberg.
Su largometraje debut, Eat Sleep Die, fue estrenado en su país natal el 5 de octubre de 2012, ganando el premio de la audiencia en la semana de la crítica del Festival Internacional de Cine de Venecia en su edición número 69. Pichler obtuvo dos premios Guldbagge por su trabajo en la película, en las categorías de mejor director y mejor guion. La cinta ganó además en la categoría de mejor película.

## Premios y distinciones
Festival Internacional de Cine de Venecia
| Año  | Categoría                   | Película            | Resultado |
| ---- | --------------------------- | ------------------- | --------- |
| 2012 | Premio "RaroVideo" Audience | Come, duerme, muere | Ganadora  |